# ميلوس (باري)
ميلوس (توفي 1020) كان أحد النبلاء لومبارد من مدينة باري في بوليا. طمح للحصول على أراضي ذاتية الحكم من الكتبانات البيزنطية في إيطاليا في أوائل القرن الحادي عشر. أثار ومن دون قصد وجود النورمان في جنوب إيطاليا.